# Manfred Eicher
Manfred Eicher   (Lindau, 9 de juliol de 1943) és un músic i productor musical reconegut mundialment per ser el fundador del segell musical ECM i les seves diferents ramificacions.
Manfred Eicher va estudiar música a l'Acadèmia de Música de Berlín. En els seus començaments, va ser tant un fan de la música de jazz com un avantatjat baixista. Però si ha arribat a destacar en el món musical, ha estat sens dubte per haver fundat el 1969 a la ciutat alemanya de Múnic la discogràfica anomenada ECM, sigles que signifiquen "Edition of Contemporary Music" (Edició de Música Contemporània). Alguns dels artistes que han gravat la seva obra amb aquest segell els últims 35 anys són músics tan prestigiosos com: Keith Jarrett, Jan Garbarek, Chick Corea, Gary Burton, Jack DeJohnette, Dave Holland, Pat Metheny, Ralph Towner, Terje Rypdal, Art Ensemble of Chicago, etc.
En els primers anys, els discos més destacats que van gravar van ser The Köln Concert, un solo de piano de Keith Jarrett i American Garage, de Pat Metheny. Dues reconegudes joies per a qualsevol aficionat al jazz contemporani.

## Més enllà del jazz
El 1984 Eicher va fer un gir a ECM, començant una nova divisió en el seu segell anomenada ECM New Series, especialitzada en música clàssica europea. Alguns dels artistes que van gravar per New Sèries van ser Steve Reich, Arvo Pärt, John Coolidge Adams, Meredith Monk, i el compositor medieval Pérotin. Potser el més destacat disc va ser el gran èxit de vendes Officium (1993), una col·laboració entre Jan Garbarek i el Hilliard Ensemble, cantant algunes composicions, entre elles Beata viscera de Pérotin.
En 1992 Manfred Eicher va co-dirigir i co-escriure la pel·lícula Holozän. El 2002, també va participar en la banda sonora de la pel·lícula Kedma.
Eicher ha produït la majoria dels discos gravats en el seu segell. Com a mitjana, cada disc de jazz requereix dos dies i un per mesclar-lo. Gairebé tots els seus discos han estat gravats amb la participació de Jan Erik Kongshaug (de Talent Studios i més tard Rainbow Studios), com a enginyer de so. Fins avui, Manfred Eicher ha produït uns 700 àlbums, cosa que, comparativament, mostra una destacable professionalitat i constància en un món tan canviant i volàtil com el món musical.
La principal funció d'Eicher ha estat donar a conèixer nous talents i músiques diferents, captar la música que li agrada a ell, per després presentar-la als que encara no han tingut l'oportunitat de conèixer-la.

## Premis i reconeixements
Entre d'altres, ha rebut:
- 1986 "German Record Critics Award", Honorari per la seva dedicació a la música.
- 1998 Music Prize of the City of Múnic.
- 1999 Commander of the Royal Order of the Polar Star del rei de Suècia.
- 1999 V Class Order of the Cross of St. Mary's Land del president d'Estònia.
- 2000 Doctor en lletres Honorari per la Universitat de Brighton, en reconeixement de la seva contribució per al desenvolupament de la música contemporània.
- 2001 Commander of the Royal Order of Merit del rei de Noruega.
- 2002 Premis Grammy per Classical Producer of the Year, nominat de nou en la mateixa categoria en 2003 i 2004.